# سجن
السجن (المعروف أيضًا باسم الحبس أو الإصلاحية أو مركز الاحتجاز أو مركز الإصلاح أو مركز التوقيف)، هو منشأة يُحتجز فيها الأشخاص بموجب سلطة الدولة، عادة كعقوبة على جرائم متنوعة. تُستخدم السجون عادةً ضمن أنظمة العدالة الجنائية حيث يتم احتجاز الأشخاص المتهمين بجرائم إلى حين محاكمتهم، أو يُحكم عليهم بفترات محددة من السجن بعد إدانتهم أو اعترافهم بجرائمهم.
يمكن استخدام السجون أيضًا كأداة للقمع السياسي من قبل الأنظمة الاستبدادية التي تحتجز معارضيها المفترضين بتهم سياسية، غالبًا دون محاكمة عادلة أو إجراءات قانونية سليمة. هذا الاستخدام يعد غير قانوني بموجب معظم أشكال القانون الدولي التي تنظم العدالة العادلة.  
في أوقات الحرب، قد تحتجز الأطراف المتحاربة أو الدول المحايدة أسرى الحرب أو المحتجزين في سجون عسكرية أو معسكرات أسرى حرب. كما يمكن للدول في أي وقت احتجاز المدنيين، وأحيانًا مجموعات كبيرة منهم في معسكرات اعتقال.

## تاريخ

### العصور القديمة والوسطى
يرتبط استخدام السجون بنشوء الدولة كشكل من أشكال التنظيم الاجتماعي.  
طرح بعض الفلاسفة اليونانيين القدماء، مثل أفلاطون، أفكارًا تهدف إلى توظيف العقاب لإصلاح الجناة بدلًا من الاقتصار على الانتقام. شاع استخدام الحبس كعقوبة لمن يعجزون عن دفع الغرامات المالية. ومع مرور الوقت، وبما أن الفقراء في أثينا لم يتمكنوا من دفع غراماتهم، مما أدى إلى احتجازهم لفترات غير محددة، إلى أن فُرضت حدود زمنية للعقوبة. عُرف السجن في أثينا القديمة باسم "ديسموتيريون" أو "مكان الأصفاد".
يعتبر الرومان من أوائل من استخدموا السجون كشكل من أشكال العقاب وليس فقط كوسيلة للاحتجاز. استخدمت مجموعة متنوعة من الهياكل القائمة لإيواء السجناء، مثل الأقفاص المعدنية، وأقبية المباني العامة، والمحاجر. أحد أشهر السجون الرومانية كان سجن ماميرتين، الذي أنشئ حوالي عام 640 قبل الميلاد بواسطة أنكوس ماركيوس. كان سجن ماميرتين يقع ضمن نظام صرف صحي تحت روما القديمة، واحتوى على شبكة كبيرة من الزنزانات حيث كان السجناء محتجزين في ظروف قذرة ملوثة بمخلفات البشر. كما كان العمل القسري في المشاريع العامة شكلاً شائعًا من العقاب. في العديد من الحالات، حكم على المواطنين بالعبودية، غالبًا في "إرغاستولا" (شكل بدائي من السجون حيث كان العبيد المتمردون يُقيدون إلى طاولات العمل ويؤدون أعمالاً شاقة). لم تقتصر السجون على العاصمة روما فقط، بل انتشرت في جميع أنحاء الإمبراطورية الرومانية، ومع ذلك لم يظهر نظام سجون منظم.
في إمبراطورية "سونغاي" خلال العصور الوسطى، كانت نتائج المحاكمات تؤدي أحيانًا إلى مصادرة البضائع أو السجن كعقوبة، حيث ضمت الإمبراطورية العديد من السجون.  
شهدت أوروبا في العصور الوسطى استخدام القلاع والحصون وأقبية المباني العامة كسجون مؤقتة، إذ منح احتجاز المواطنين نوعًا من الشرعية للمسؤولين في جميع مستويات الحكم، وكان يُعد رمزًا للسلطة والسيطرة. كما كانت عقوبة الإلزام بالتجديف في السفن (عبودية المجذفين) شائعة، حيث يُقيّد السجناء بالسلاسل في قاع السفن ويُجبرون على التجديف في السفن البحرية أو التجارية.

## الموظفون
توظف السجون أفرادًا لإدارة وصيانة السجن والسيطرة على النزلاء. عادةً ما يعتمد عدد الموظفين في السجن على عوامل مثل حجمه، عدد النزلاء، وحجم التمويل المخصص له. قد يشمل طاقم العمل ما يلي:
- مدير السجن (الحاكم): المسؤول الرسمي عن إدارة السجن والإشراف على جميع الموظفين.
- طاقم الأمن (حراس السجن): مسؤولون عن فرض القواعد داخل السجن ورعاية النزلاء ومراقبتهم وضبطهم.
- المعلمون: يقدمون برامج تعليمية للنزلاء بهدف تأهيلهم لحياة أفضل بعد الإفراج وتقليل احتمالات العودة للجريمة.
- مديرو الحالات: يتولون العمل على دراسة ملفات النزلاء وتحليل احتياجاتهم وبرامج التدريب، وتقييم تقدمهم، وتطوير خطط الإفراج.
- مرشدو السجن: يتدخلون علاجيًا مع النزلاء لمعالجة مشكلات التكيف داخل السجن، وتقديم استشارات قبل الإفراج وبعده بشأن الحياة المهنية أو العائلية.
- العاملون الطبيون: أطباء وممرضون يقدمون الرعاية الصحية للنزلاء.
- مشرفو برامج الإفراج للعمل: يراقبون النزلاء أثناء مشاركتهم في برامج العمل خارج السجن.
- المتعهدون (في السجون الخاصة): جهات تدفع للسجن مقابل استخدام العمالة السجنية وتزويد النزلاء بفرص عمل.
- المرشدون الدينيون: يلعبون دورًا في تلبية الاحتياجات الدينية للنزلاء وإقامة مراسم الزواج للنزلاء الذين يتزوجون من خارج السجن.

بالإضافة إلى طاقم العمل، يمكن استخدام النزلاء أنفسهم لأداء مهام داخل السجن مثل إعداد الطعام لبقية النزلاء أو توفير خدمات التنظيف.

## البدائل
تسعى حركات إصلاح السجون الحديثة بشكل عام إلى تقليل عدد النزلاء، حيث يعد تحسين الظروف وتقليل الاكتظاظ هدفًا أساسيًا. يرى دعاة الإصلاح أن الوسائل البديلة للسجن غالبًا ما تكون أكثر فاعلية في تأهيل الجناة والحد من الجريمة على المدى الطويل. من بين الدول التي اتخذت خطوات فعالة لتقليل عدد السجناء السويد وألمانيا وهولندا.  تشمل بدائل عقوبات السجن ما يلي:  
- الغرامات
- الخدمة المجتمعية
- عقوبة مع وقف التنفيذ: يقضي الجاني فترة تحت المراقبة، وإذا انتهك شروطها يتم تنفيذ عقوبة السجن. يشبه هذا المفهوم العقوبة المشروطة في كندا.[9]
- الإقامة الجبرية/حظر التجوال: في بعض الأحيان تُفرض كجزء من عقوبة مشروطة صارمة.[9]
- العلاج الإجباري لمتعاطي المخدرات
- برامج التأهيل: مثل دورات التحكم في الغضب
- العلاج النفسي: للجناة المصابين بأمراض نفسية
- الإعفاء المشروط: يُعفى الجاني من العقوبة إذا التزم بشروط معينة، مثل عدم ارتكاب جرائم أخرى خلال فترة محددة
- أوامر قضائية أخرى: كحرمان مرتكبي مخالفات القيادة من رخص القيادة
- برامج العدالة التصالحية: ترتكز على تنظيم جلسات وساطة بين الجاني والضحية لتحمل المسؤولية عن الأفعال وتصحيح الضرر، مثل الاعتذار أو إعادة الأموال المسروقة أو الخدمة المجتمعية.[10][11][12]

هذه البدائل لا تُغني تمامًا عن الحاجة إلى السجن. فالأحكام المعلقة تتضمن تهديدًا بالسجن، وفي حالات أخرى يمكن فرض السجن عند عدم الامتثال للشروط.  

### حركة إلغاء السجون
تهدف هذه الحركة إلى القضاء على السجون بالكامل، وهي تختلف عن إصلاح السجون، رغم أن أنصار الإلغاء يدعمون أحيانًا حملات الإصلاح كخطوات تدريجية نحو الإلغاء. تستند هذه الحركة إلى اعتقاد بأن السجون غير فعالة بطبيعتها وتمييزية. ترتبط الحركة بالاشتراكية التحررية، الأناركية، ومناهضة السلطوية. ويرى بعض مناصريها أن سجن الأفراد بسبب أفعال يعتبرها القانون جرائم ليس فقط غير عملي بل أيضًا غير أخلاقي.

## وصلات خارجية
- Die World Prison Population List (7. Ausgabe) des International Centre for Prison Studies am King's College
- Informationen zu Inhaftiertenzahlen in unterschiedlichen Ländern bei Human Rights Watch